# Japalura micangshanensis
Japalura micangshanensis là một loài thằn lằn trong họ Agamidae. Loài này được Song mô tả khoa học đầu tiên năm 1987.